# KLK12
KLK12 (англ. Kallikrein related peptidase 12) – білок, який кодується однойменним геном, розташованим у людей на короткому плечі 19-ї хромосоми. Довжина поліпептидного ланцюга білка становить 248 амінокислот, а молекулярна маса — 26 734.
| 10         |  | 20         |  | 30         |  | 40         |  | 50         |
| ---------- |  | ---------- |  | ---------- |  | ---------- |  | ---------- |
| MGLSIFLLLC |  | VLGLSQAATP |  | KIFNGTECGR |  | NSQPWQVGLF |  | EGTSLRCGGV |
| LIDHRWVLTA |  | AHCSGSRYWV |  | RLGEHSLSQL |  | DWTEQIRHSG |  | FSVTHPGYLG |
| ASTSHEHDLR |  | LLRLRLPVRV |  | TSSVQPLPLP |  | NDCATAGTEC |  | HVSGWGITNH |
| PRNPFPDLLQ |  | CLNLSIVSHA |  | TCHGVYPGRI |  | TSNMVCAGGV |  | PGQDACQGDS |
| GGPLVCGGVL |  | QGLVSWGSVG |  | PCGQDGIPGV |  | YTYICKYVDW |  | IRMIMRNN   |

A: Аланін

C: Цистеїн

D: Аспарагінова кислота

E: Глутамінова кислота

F: Фенілаланін

G: Гліцин

H: Гістидин

I: Ізолейцин

K: Лізин

L: Лейцин

M: Метіонін

N: Аспарагін

P: Пролін

Q: Глутамін

R: Аргінін

S: Серин

T: Треонін

V: Валін

W: Триптофан

Кодований геном білок за функціями належить до гідролаз, протеаз, серинових протеаз. 
Задіяний у такому біологічному процесі, як альтернативний сплайсинг. 
Секретований назовні.